# 平知忠
平 知忠（たいら の ともただ）は、平安時代末期から鎌倉時代前期の平家一門。平知盛の三男。母は治部卿局。

## 略歴
寿永2年（1183年）、源義仲の攻勢の前に平家が都落ちを決意したとき、知忠は幼少のために父の命令で伊賀国にいる乳母子の橘為教のもとへ預けられた。そのため、伊賀大夫とも称されている。父の知盛は寿永4年（1185年）の壇ノ浦の戦いで入水自殺し、母は一命を助けられて京都に戻った。知忠は伊賀で成長した。
建久7年（1196年）、突如として京都法性寺に現れる。これらには諸説があるが、有力説は源頼朝の妹婿である一条能保の暗殺計画を企み、平家の再興を図ったものと言われている。しかし鎌倉幕府にいち早く察知されて、知忠とその主従はことごとく討たれてしまった。享年17。なお、彼の生年には安元2年（1176年）説もあり、これに基づけば享年21となる。
死後、彼の母が首実検のために息子の首を見極め、泣き伏したことは有名である。